# リヒャルト・シルマン・ユースホステル
リヒャルト・シルマン・ユースホステル（YH）はスペイン、マドリード市の郊外、カサ・デ・カンポ公園内にあるユースホステル。スペイン語でAlbergue Juvenil Richard Schirrmannという。名称はユースホステルの創設者であるRichard Schirrmannに因んでいる。正式名称は Albergue Juvenil Richard Schirrmann。
マドリード地下鉄10号線のラゴ駅から近い森の中にある。「コ」の字型に建物が並んでおり、中央部には広大な中庭が広がっている。室内はタイル張りであり、4人部屋が多い。部屋数は34で、ベッド数は124ある。これらの部屋のうち6部屋は、身体障害者（車椅子使用者）用で12人まで宿泊できる。外観は当時のままの建物がそのまま使われている。

## 営業時間
8：00から24:00までオープン
- 朝食・8:30-9:30
- 昼食・13:30-14:00
- 夕食・20:30-21:00

## 設備
- ダイニングルーム
- 車やバスの駐車場
- スナックやドリンクの自動販売機
- テレビのあるリビングルーム
- 無料WiFi
- スポーツ施設：

屋内サッカーやバスケットボールをすることの出来るスポーツエリア
- ホステルの隣にはサッカー場、バスケットボールコート、テニスコート、プール等がある。

## アクセス
- マドリード地下鉄ラーゴ駅から徒歩15分